# Sanyo Wavy 23
Sanyo Wavy 23 (Wavy 23) је професионални рачунар, производ фирме Санио (Sanyo) који је почео да се израђује у Јапану током 1985. године.
Користио је Zilog Z80A као централни микропроцесор а RAM меморија рачунара Wavy 23 је имала капацитет од 64 kb. 
Као оперативни систем кориштен је MSX DOS 2.0.

## Детаљни подаци
Детаљнији подаци о рачунару Wavy 23 су дати у табели испод.
|                       | |
| [ 1 ]                 | |
| Произвођач            | Санио                                                                                              |
| Тип                   | професионални рачунар                                                                              |
| Меморија              | 64                                                                                                 |
| Поријекло             | Јапан                                                                                              |
| Година                | 1985                                                                                               |
| Тастатура             | тастатура са пуним помаком тастера са 5 функцијских тастера, нумеричка тастатура и тастери смјера. |
| Процесор              | |
| Фреквенција процесора | 3,58                                                                                               |
| RAM                   | 64                                                                                                 |
| ROM                   | 48                                                                                                 |
| Текст                 | 40 x 24 / 32 x 24                                                                                  |
| Графика               | 64 x 48 / 256 x 192 / 256 x 212 / 512 x 212                                                        |
| Боја                  | 512                                                                                                |
| Звук                  | 3 канала, 8 октава                                                                                 |
| Димензије             | 300 x 215 x 85 / 3 Kg                                                                              |
| Портови               | |
| Оперативни систем     | |